# 木村庄之助 (17代)
17代 木村 庄之助（じゅうしちだい きむら しょうのすけ、1863年1月30日 （文久2年12月11日） -1924年7月18日）は、大相撲の立行司。本名は浪花→酒井兵吉。出身地は徳島県徳島市。

## 人物
徳島市に浪花徳丸の六男として生まれる。幼少時より行司好きで子供相撲で行司を務めていた。大阪相撲の藤見崎という力士が巡業中にこの様子を見て勧誘し、1869年大阪相撲の竹縄部屋に入門。最初は木村兵丸を名乗った。
1885年に東京相撲に移籍、15代庄之助に師事。1886年1月初代木村玉治郎から、1895年1月6代木村庄三郎を経て、1911年5月10代式守伊之助を襲名、翌1912年5月に17代木村庄之助を襲名した。初めて木村家から式守家に行司家を変えた（式守伊之助襲名時）人物、また初めて式守伊之助から木村庄之助を襲名した人物である。
技量と見識は豊かであり、泉林八(22代庄之助)いわく「1度の差し違えも無かった名行司」だったが、大正10年5月場所5日目、横綱大錦－前頭5枚目鞍ヶ嶽戦で、鞍ヶ嶽のうっちゃりを有利と見て軍配を鞍ヶ嶽に挙げたが、鞍ヶ嶽に踏み越しありと物言いがつき、踏み越しが認められて行司差し違いになった。その日の取組終了後、「江戸時代より続く庄之助を継ぐ者としては切腹に値することであり、代々の庄之助に申し訳ない」として協会に辞職を申し出た。周囲は慰留に努めたが本人の意思は固く、その日限りで53年間務めた行司生活に幕を下ろし、行司として使用していた装束、帯刀、軍配を「遺品だと思って欲しい」と全て後輩に配ってしまった。だがこの2日後に大問題を起こした初代木村朝之助が次の庄之助(18代)となったのは偶然とはいえ皮肉なことだった。1924年7月18日、大阪市で病気のため死去。享年63。墓所は東京の法照寺。
明治・大正期の名行司であり明治天皇より恩賜の短刀、蜂須賀旧藩主より木盃、島津候より短剣と肩衣を贈られている。
1964年には相撲協会が西本願寺和田堀廟所に功績を称え、記念碑を建立している。
弟子に19代伊之助がいる。

## 経歴
- 1869年　初土俵（大坂相撲）。
- 1885年　東京相撲に移籍。
- 1887年1月　幕内格（紅白房）に昇格。
- 1901年1月　三役格（緋房）に昇格。
- 1905年5月　紫白房に昇格。
- 1911年5月　立行司・10代式守伊之助を襲名。
- 1912年5月　立行司・17代木村庄之助を襲名。
- 1921年5月　場所限り引退。